# Zell (Karintia)
Zell (szlovénül Sele) osztrák község Karintia Klagenfurtvidéki járásában. 2016 januárjában 600 lakosa volt.

## Elhelyezkedése

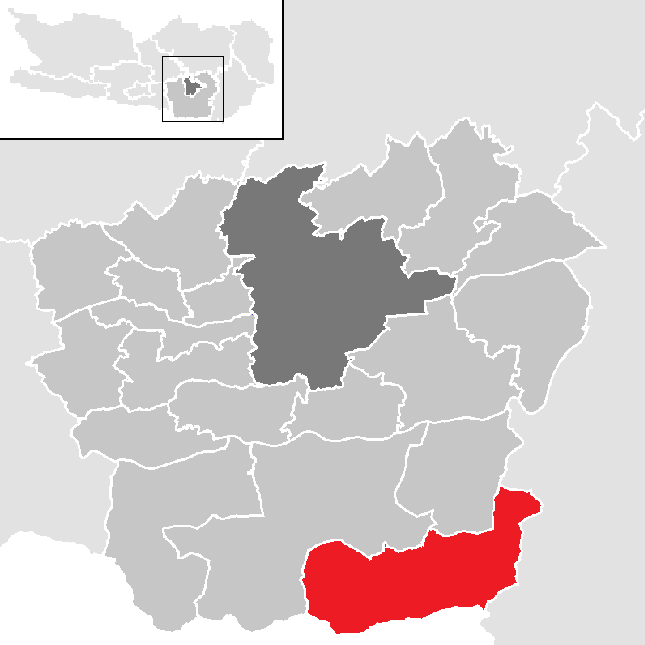
Zell a Klagenfurtvidéki járásban

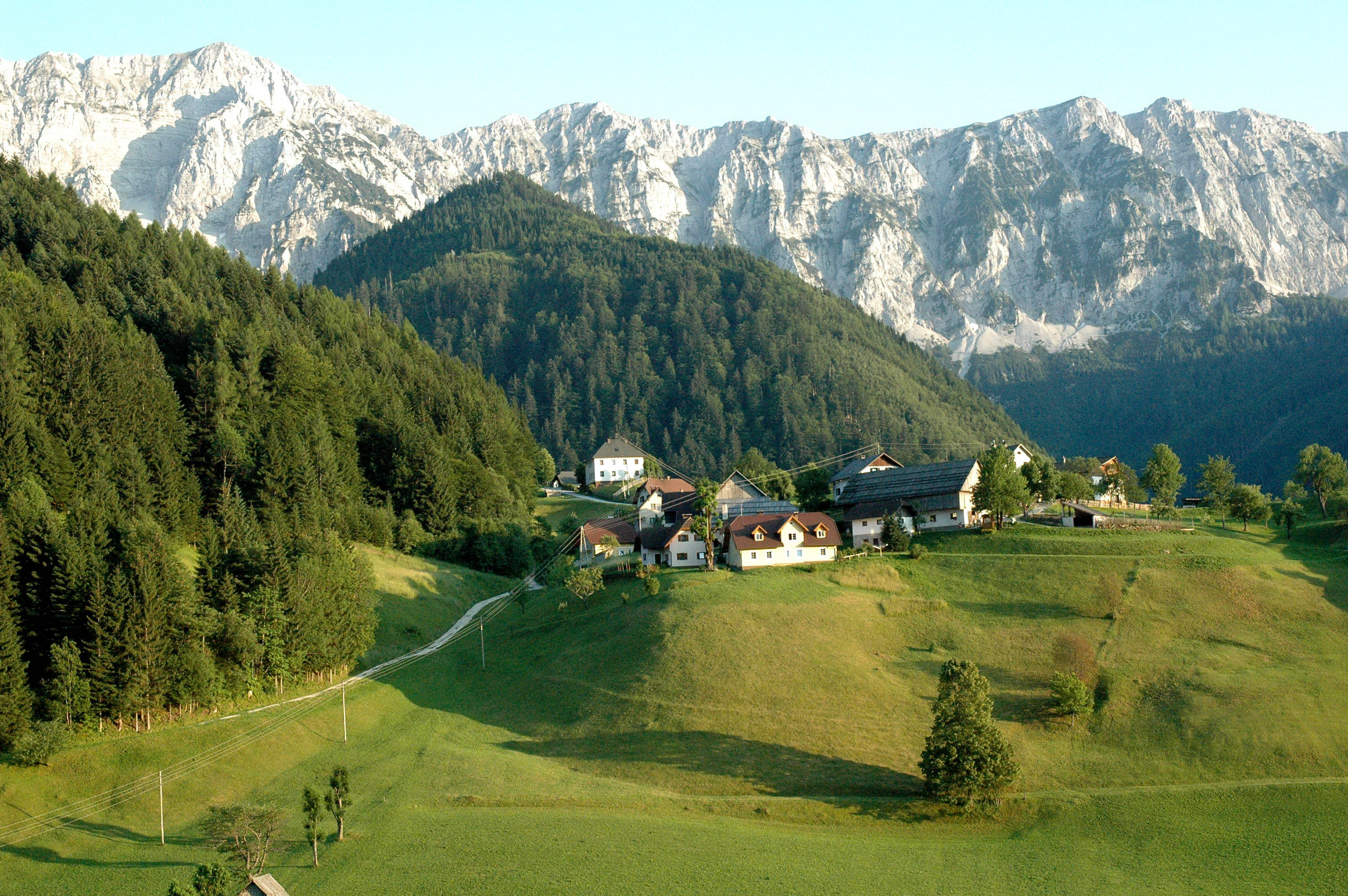
Zell-Pfarre

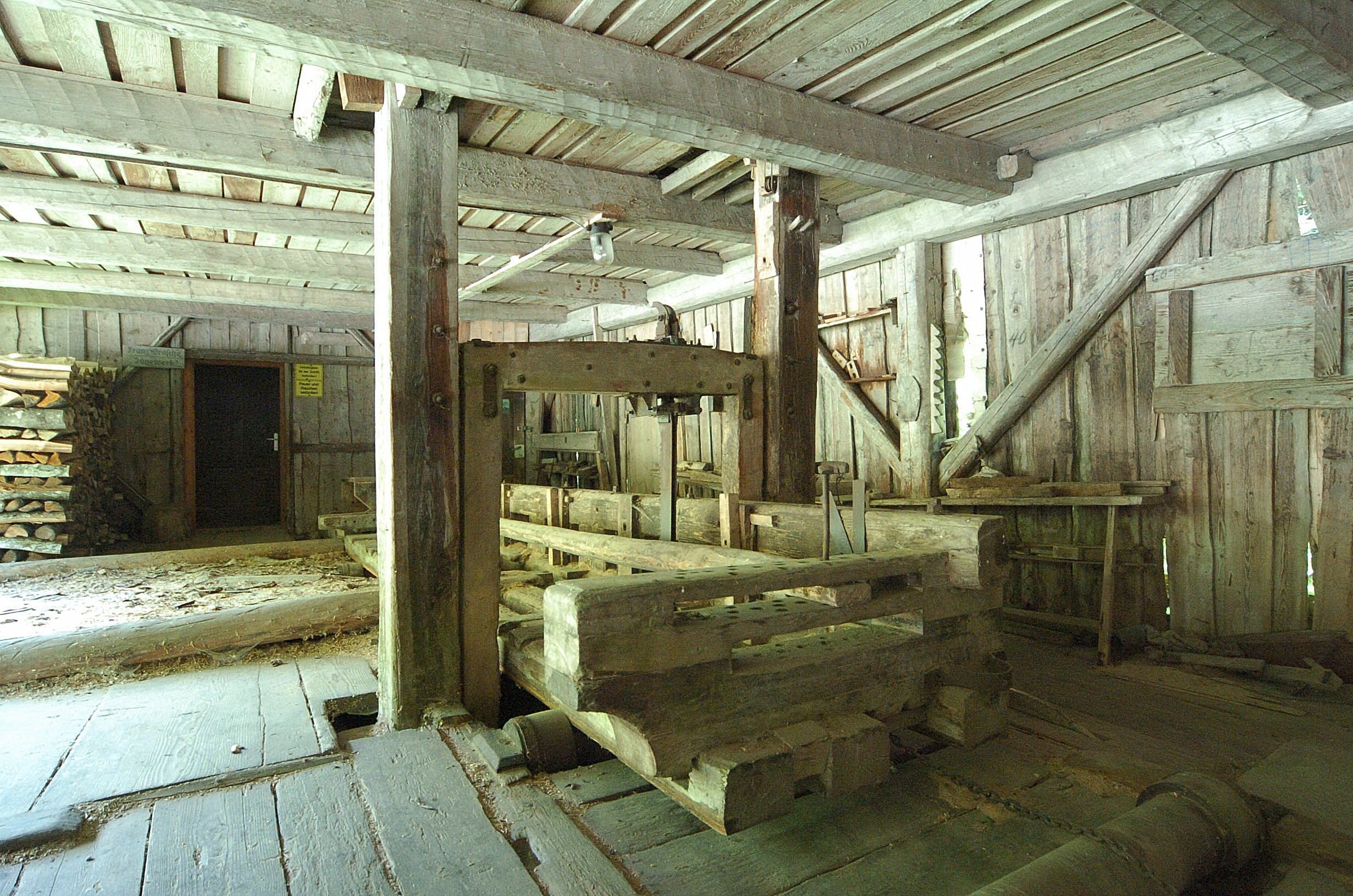
Régi fűrészmalom Zellben

Zell Karintia déli részén fekszik, közvetlenül a szlovén határ mentén a Karavankák hegységének északi oldalán. Legmagasabb pontja a 2139 m méteres Hochobir. Az önkormányzat 7 falut és egyéb településrészt fog össze: Zell-Freibach (152 lakos), Zell-Homölisch (13), Zell-Koschuta (0), Zell-Mitterwinkel (70), Zell-Oberwinkel (62), Zell-Pfarre (220), Zell-Schaida (98).
A környező települések: északnyugatra Ferlach, északra Sankt Margareten im Rosental, északkeletre Gallizien, keletre Eisenkappel-Vellach, délre Tržič (Szlovénia).

## Története
Az önkormányzat falvai közül valószínűleg Zell-Mitterwinkel jött létre elsőként valamikor a 11. században. Templomát 1200 körül alapították. Első említése (Cel formában) 1280-ból származik. 1492-ben portyázó törökök fosztották ki a falut. Az 1524-es Hollerburgi urbárium 43 zelli telekről tesz említést. Helybeli szabad parasztokról először 1630-ban írnak.
1787-ben Zell önálló egyházközséggé vált, 1850-ben pedig megalakult az önkormányzat.
Az első világháború után a Dél-Karintia hovatartozását eldöntő népszavazáson a zelliek 97%-a Jugoszláviára szavazott. Az 1938-as osztrák Anschluss után kb. 20 zelli átszökött Szlovéniába, de Jugoszlávia német megszállás után visszatértek szülőhelyükre és ellenállási csoportot szerveztek. Miután a csoportot elfogták, 12 tagot, köztük 7 zellit 1943. április 29-én kivégeztek.

## Lakossága
A zelli önkormányzat területén 2016 januárjában 600 fő élt, ami jelentős visszaesést jelent a 2001-es 703 lakoshoz képest. Akkor a helybeliek 98,4%-a volt osztrák állampolgár. A szlovének aránya itt a legmagasabb egész Karintiában: 89,1%. 98,1% római katolikusnak, 1,7% pedig felekezet nélkülinek vallotta magát.

## Látnivalók
- a régi Szt. Ulrik-plébániatemplom
- az 1960-ban épült modern, Szűz Máriának szentelt templom

## Fordítás
- Ez a szócikk részben vagy egészben  a   Zell (Kärnten) című német Wikipédia-szócikk ezen változatának fordításán alapul.  Az eredeti cikk szerkesztőit annak laptörténete sorolja fel. Ez a jelzés csupán a megfogalmazás eredetét és a szerzői jogokat jelzi, nem szolgál a cikkben szereplő információk forrásmegjelöléseként.